# Condado de Taylor (Flórida)
O condado de Taylor (em inglês:  Taylor County) é um dos 67 condados do estado americano da Flórida. A sede e única localidade incorporada do condado é Perry. Foi fundado em 23 de dezembro de 1856.

## Geografia
De acordo com o United States Census Bureau, o condado possui uma área de 3 191 km², dos quais 2 702 km² estão cobertos por terra e 489 km² por água.

## Demografia
Segundo o censo nacional de 2010, o condado possui uma população de 22 570 habitantes e uma densidade populacional de 8 hab/km². Possui 11 004 residências, que resulta em uma densidade de 4 residências/km².